# Focke-Wulf
Focke-Wulf Flugzeugbau AG je bilo nemško podjetje, ki je med drugo svetovno vojno izdelovalo civilna in vojaška letala. 

## Od ustanovitve do konca druge svetovne vojne
Podjetje so 23. oktobra 1923 v Bremnu kot Bremer Flugzeugbau AG ustanovili Prof. Henrich Focke, Georg Wulf in Dr. Werner Naumann. Podjetje se je zelo hitro preimenovalo v Focke-Wulf Flugzeugbau AG, kasneje pa v Focke-Wulf Flugzeugbau GmbH. Sprva je podjetje izdelovalo civilna in potniška letala, med katerimi je najbolj znan Focke-Wulf Fw 200.
Leta 1931 se je podjetje pod vladnim pritiskom združilo s podjetjem Albatros-Flugzeugwerke iz Berlina. Konstruktor in testni pilot Kurt Tank iz Albatrosa je takrat postal vodja tehničnega oddelka in se je takoj lotil dela na letalu Fw 44 Stieglitz.
Podjetje se je kmalu lotilo tudi izdelave helikopterjev, njihov prvi obvladljivi model Focke-Wulf Fw 61 pa je poletel leta 1936. Prvič so ga predstavili v Berlinu leta 1936, za krmilom pa je sedela testna pilotka Hanna Reitsch. Leta 1937 je iz podjetja odšel Henrich Focke in skupaj z Gerdom Achgelisom ustanovil podjetje Focke Achgelis, ki se je posvetilo razvoju helikopterjev. Medtem je Tank skonstruiral in izdelal prvo veliko štirimotorno potniško letalo podjetja Focke-Wulf, Fw 200 Kondor, ki je bilo prvo nemško potniško letalo, ki je lahko preletelo Atlantik. Kasneje, med vojno so ga Nemci predelali v bombnik in daljinsko izvidniško letalo.
Leta 1938 je podjetje izdelalo svoje najbolj uspešno letalo Fw 190 Würger, med letoma 1941 in 1945 osnovno lovsko letalo Luftwaffe. 
Ostala letala podjetja Focke-Wulf:
- Fw 159 prototipni lovec (nikoli ni dosegel serijske proizvodnje)
- Fw 187 Falke (sokol) težki lovec ("Zerstörer")
- Fw 189 taktični izvidnik
- Ta 152 visokovišinski prestreznik/lovec

Od leta 1940 naprej so bile Focke-Wulfove tovarne v Bremnu glavni cilj britanskih bombniških napadov, kar pa so Nemci pričakovali in so vsa poslopja močno utrdili. Kasneje so proizvodnjo preselili v tovarne na vzhodu Nemčije in na Poljsko, kjer so prisilno delali tudi številni tuji delavci in vojni ujetniki.

## Povojna leta
Po porazu Nemčije je moral Focke-Wulf za nekaj let zapreti svoje tovarne. Kurt Tank je, kot mnogi drugi nemški strokovnjaki, svoje delo nadaljeval v Južni Ameriki. Argentinska vlada mu je ponudila službo v svojem aerotehničnem inštitutu Instituto Aerotécnico iz Córdobe. Tank je službo sprejel in se še z nekaj sodelavci iz Focke-Wulfa leta 1947 preselil v Argentino. 
Instituto Aerotécnico je kasneje postal argentinska tovarna vojaških letal, Fábrica Militar de Aviones. Tovarna je zaposlovala delavce iz Focke-Wulfa do padca režima Juana Perona v letu 1955. Nemški strokovnjaki so se takrat umaknili iz države. Mnogo jih je odšlo v Združene države Amerike, Tank pa je odšel v Indijo, kjer je postal eden od vodij projekta indijskega programa nadzvočnih letal.
V Nemčiji se je omejen razvoj letalske industrije nadaljeval leta 1951, Focke-Wulf pa je takrat začel izdelovati jadralna letala. Proizvodnja motornih letal je v tovarni ponovno stekla šele leta 1955, ko so za Bundeswehr začeli izdelovati šolska letala.
V šestdesetih letih 20. stoletja je Focke-Wulf dobil 27 milijonov ameriških dolarjev nadomestil za škodo, ki so jo podjetju povzročila zavezniška bombardiranja med drugo svetovno vojno
Leta 1961 je Focke-Wulf s podjetjema Weserflug in Hamburger Flugzeugbau ustanovil podjetje Entwicklungsring Nord (ERNO), ki se je specializiralo za razvoj raket. Leta 1964 pa se je Focke-Wulf uradno združil s podjetjem Weserflug, iz česar je nastalo novo podjetje Vereinigte Flugtechnische Werke (VFW).

## Seznam Focke-Wulfovih letal
- Focke-Wulf A 16
- Focke Wulf S 1
- Focke Wulf W 4
- Focke Wulf S 24 a
- Focke-Wulf Fw A 21
- Focke Wulf L 101 D Albatros
- Focke Wulf S 39
- Focke Wulf Fw 40
- Focke-Wulf Fw 44 Stieglitz, šolsko letalo (dvokrilec)
- Focke-Wulf Fw 56 Stösser, šolsko letalo (enokrilec)
- Focke-Wulf Fw 57,  dvomotorni težki lovec in bombnik (prototip)
- Focke-Wulf Fw 58 Weihe (zmaj), transportno in šolsko letalo
- Focke-Wulf Fw 61, helikopter (prototip)
- Focke-Wulf Fw 62, izvidniško ladijsko dvokrilno vodno letalo
- Focke-Wulf Ta 152, prestreznik/lovec (izpeljanka Fw 190)
- Focke-Wulf Ta 154 Moskito (komar), nočni lovec
- Focke-Wulf Fw 159, lovec (prototip)
- Focke-Wulf Ta 183, reaktivni lovec (prototip)
- Focke-Wulf Fw 186, autogiro (prototip)
- Focke-Wulf Fw 187 Falke (sokol), dvomotorni težki lovec ("Zerstörer")
- Focke-Wulf Fw 189 Uhu (sova), dvomotorno izvidniško letalo
- Focke-Wulf Fw 190 Würger (srakoper/mesarska ptica), lovec/prestreznik
- Focke-Wulf Fw 191, dvomotorni bombnik (prototip)
- Focke-Wulf Fw 200 Condor, večmotorno potniško letalo in daljinsko pomorsko izvidniško letalo

## Načrtovani in nedokončani projekti
- Focke-Wulf Fw 259 Frontjäger (koncept)
- Focke-Wulf Ta 283
- Focke-Wulf Fw 300 predlagana daljinska različica letala Fw 200
- Focke-Wulf Fw 400
- Focke-Wulf Fw P.0310.025-1006
- Focke-Wulf Fw Triebflugel
- Focke-Wulf VTOL Projekt
- Focke-Wulf Fw 1000x1000x1000 serija bombniških načrtov
- Focke-Wulf Fw 'Super Lorin' Ramjet-raketni lovec